# Copropraxie
Copropraxie is een term uit de psychiatrie. Het is het onwillekeurig maken van obscene of schokkende gebaren, zoals het uitsteken van de middelvinger, het uitsteken van de tong of het imiteren van masturbatie. Het woord is afkomstig van het Griekse kopros (mest, ontlasting) en praxia (actie, handeling), 
Deze motorische tic komt onder andere voor bij het syndroom van Gilles de la Tourette. De persoon heeft niet direct de intentie om te choqueren, maar niettemin kan het gedrag problemen met de omgeving veroorzaken. Ook de persoon zelf kan door irritatie of schaamte behoorlijk gespannen raken. Deze stress kan de symptomen verergeren.